# Geraldine Moodie
Pour les articles homonymes, voir Moodie.
Geraldine Moodie, née le 31 octobre 1854 à Toronto (Canada) et morte le 4 octobre 1945 à Calgary, est une photographe canadienne pionnière dans la capture de photos du début de l'histoire du Canada. Elle est surtout connue pour son travail auprès des peuples autochtones du Nord canadien. Moodie est l'une des premières femmes photographes professionnelles au Canada. Elle a ouvert des studios de photographie à Battleford, en Saskatchewan (1891), à Maple Creek (1897) et à Medicine Hat, en Alberta (1897).

## Biographie
Géraldine Fitzgibbon est née à Toronto, Ontario, Canada (Canada-Ouest à l'époque) le 31 octobre 1854. Ses parents sont Agnes et Charles Fitzgibbon. Geraldine est la petite-fille de l'autrice Susanna Strickland Moodie. Elle est parente de loin avec Catherine Parr Trail. Geraldine épouse John Douglas Moodie, un parent éloigné, en Angleterre en 1878.
Le couple nouvellement marié revient au Canada et s'installe d'abord dans l'ouest du Canada, où il exploite brièvement une ferme au Manitoba, puis déménage à Ottawa . En 1885, son mari obtient un contrat avec la Police montée du Nord-Ouest (NWMP). Les Moodie ont six enfants.
Vivant dans le Canada rural au tournant du vingtième siècle, elle s'est retrouvée à vivre dans un monde principalement masculin. Malgré cette adversité, elle a eu beaucoup plus de succès et d'influence que ses homologues métropolitains.

## Carrière

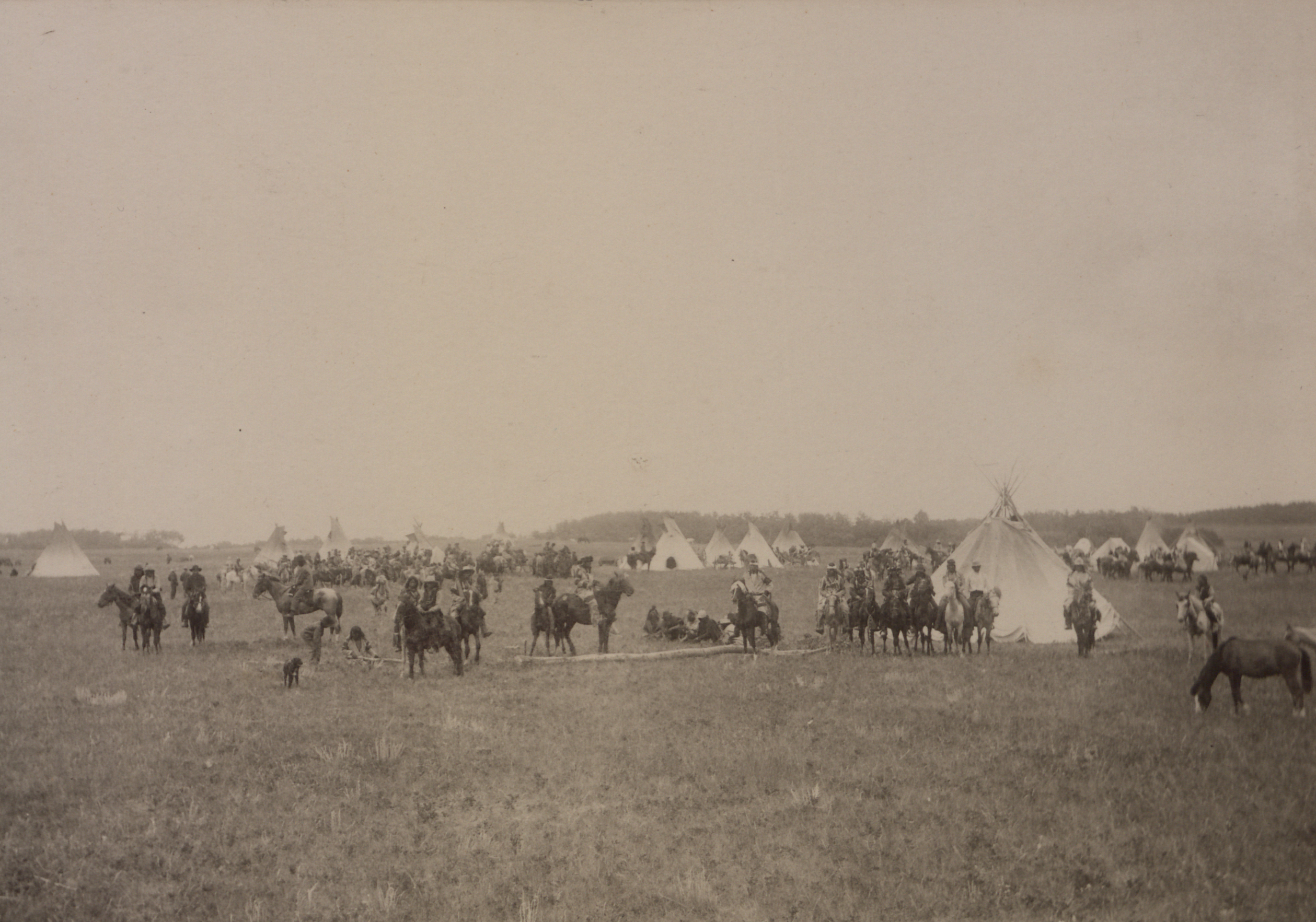
Photo prise par Moodie. « Soulever le mât central de la tente de danse du soleil », 1899.

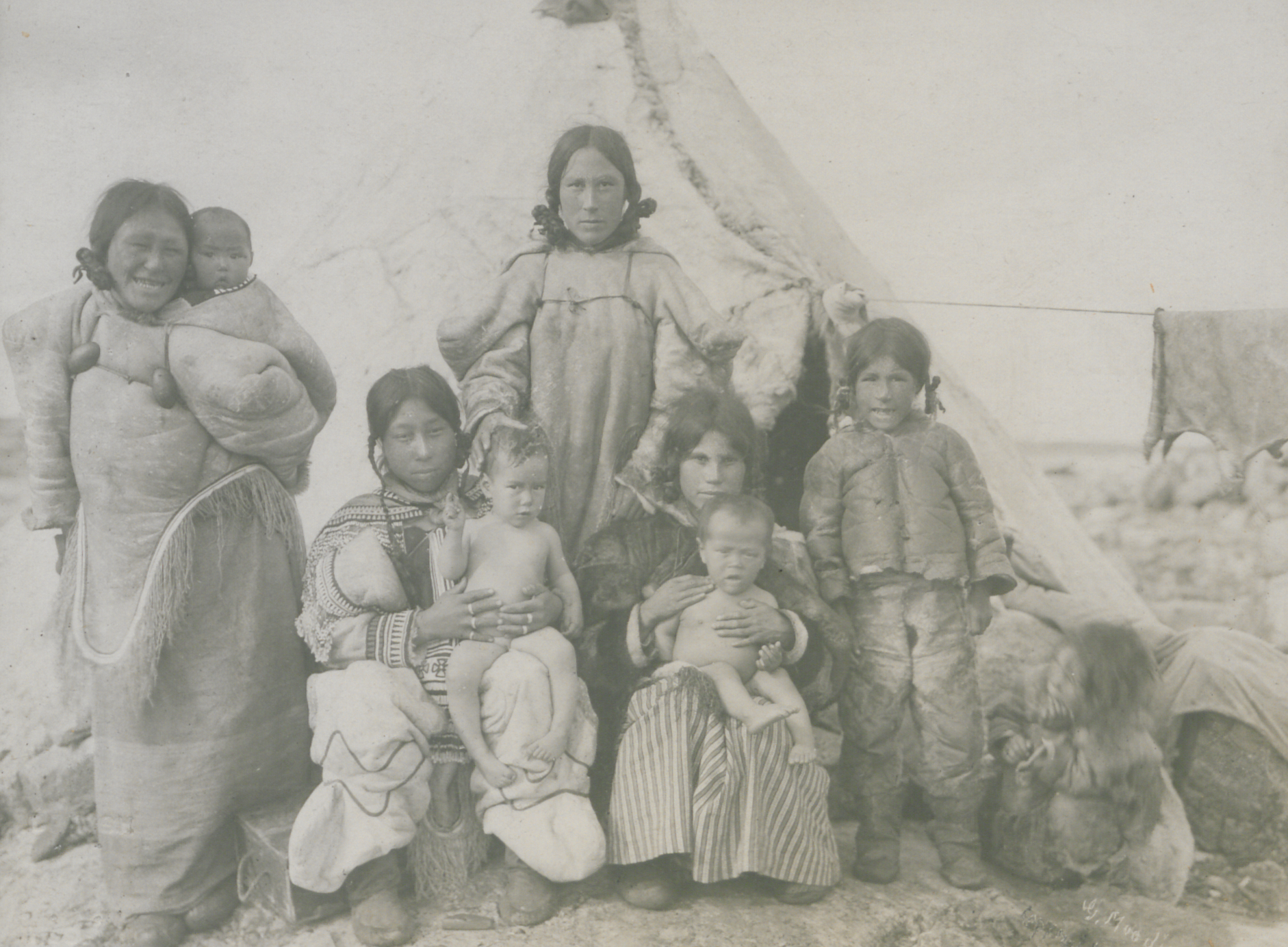
Mères et enfants Inuits, 1906-1907.

En plus des portraits, elle a pris des images de la police montée, de l'élevage et des fleurs sauvages. Elle accompagne fréquemment son mari, John Douglas Moodie, dans ses voyages, photographiant les Innus dans la région de la baie d'Hudson (1904-1909). Elle a également pris des photographies autour de la ville de Regina (1910-1911). Bon nombre de ses photographies sont liées au travail de son mari sur le chemin de fer Canadien Pacifique, accompagnant ses rapports destinés au premier ministre Wilfrid Laurier et aux représentants du Canadien Pacifique.
Dans ses écrits, elle mentionne avoir besoin de modifier ses techniques en raison de l'éblouissement de la neige et des intempéries.
Son travail fait partie d'une exposition de 2017, See North of Ordinary, The Arctic Photographs of Geraldine and Douglas Moodie, au Glenbow Museum,.

## Héritage
Moodie décède en 1945 à l'âge de 90 ans. Elle est enterrée au cimetière Burnsland à Calgary, Alberta, Canada. Ses photographies font partie des collections permanentes des musées, notamment le Glenbow Museum en Alberta, au Canada le British Museum à Londres, Angleterre et autres.
Un timbre représentant la photographie de Moodie, Koo-tuck-tuck, a été émis le 22 mars 2013 par Postes Canada à l'occasion de leur série Canadian Photography,. L'image montre une femme inuite vêtue de façon traditionnelle,.